# Alex (film, 2005)
Pour les articles homonymes, voir Alex.
Pour plus de détails, voir Fiche technique et Distribution.
Alex est un film français réalisé par José Alcala, sorti en 2005.

## Fiche technique
- Titre : Alex
- Réalisation : José Alcala
- Scénario : José Alcala, Olivier Gorce et Agnès de Sacy
- Photographie : Pascal Poucet
- Son : Pascal Ribier
- Décors : Brigitte Brassart
- Costumes : Valérie Cabeli
- Montage : Marie-Hélène Mora
- Mixage : Nathalie Vidal
- Société de production : Gemini Films
- Pays d’origine :  France
- Durée : 100 minutes
- Date de sortie : France, 26 octobre 2005

## Distribution
- Marie Raynal : Alex
- Lyes Salem : Karim
- Adrien Ruiz : Xavier
- Éric Savin : l'amant d'Alex
- Liliane Rovère : Annie